# Harry’s Bar (Rom)
Harry’s Bar ist eine historische Bar und ein Restaurant in der Via Veneto in Rom, Italien. Sie wurde international bekannt, als sie in La Dolce Vita, einem Film von Federico Fellini, gezeigt wurde.
Heute fungiert sie als Bar und Restaurant und zieht ein gehobenes römisches und internationales Publikum an.
Sie hat nichts mit gleichnamigen Harry’s Bars in Venedig, Florenz, Paris oder London zu tun.

## Geschichte
Harry’s Bar Rom wurde 1918 unter dem Namen Golden Gate eröffnet. Die Besitzerin, eine Amerikanerin, die in Rom lebte, fand ihre Inspiration für den Restaurantnamen in ihrer Heimatstadt San Francisco, Kalifornien. Das Golden Gate ist eine Meeresstraße, die die Bucht von San Francisco mit dem Pazifik verbindet und das Marin County von der San Francisco trennt.
Der aus Rom stammende Besitzer beschloss, die Bar als Teesalon zu eröffnen. 1950 kaufte ein neuer Eigentümer das Anwesen und beschloss, das Geschäft zu renovieren und seinen Namen von Golden Gate in Harry’s Bar Rom zu ändern. Während der „Dolce Vita“-Jahre (Ende der 1950er bis Anfang der 1960er Jahre) hatte Harry’s Bar ihre erfolgreichste Zeit. Rom erlebte einen wirtschaftlichen Aufschwung. Cinecittà zog amerikanische Regisseure, Produzenten und Schauspieler an. Prominente, die ihre Zeit in dieser Bar verbracht haben, sind Jean Paul Belmondo, Ava Gardner, Federico Fellini, Lana Turner, Marlon Brando, Alberto Sordi, Audrey Hepburn, Sophia Loren. Während dieser Zeit war es üblich, Anita Ekberg am Tisch sitzen zu sehen, nachdem sie in der Via Frattina eingekauft hatte. Die „Paparazzi“ drängten sich am Ausgang von Harrys Bar Rom, um Promi-Fotos zu machen.
In den 1980er Jahren wurde Harry’s Bar Rom von der Cremonini-Gruppe gekauft und renoviert. In den frühen 2000er Jahren wurde Harry’s Bar Rome von der Familie Lepore gekauft und renoviert. Heute schafft die Bar die Atmosphäre der Dolce Vita Jahre. Viele spätere Prominente besuchten Harry’s Bar Rom, darunter Mel Gibson, Woody Allen, Katherine Kelly Lang, Romina Power, Carla Bruni, Antony Hopkins und US-Außenministerin Hillary Clinton.